# Костинский сельсовет (Красноярский край)
Костинский сельсове́т — административно-территориальная единица в Туруханском районе Красноярского края Российской Федерации, существовавшая до 2005 года.

## История
Костинский сельсовет существовал до 2005 года.
28 января 2005 года Законом № 13-2925 Костинский сельсовет был упразднён и его населённые пункты переданы в межселенную территорию.

## Состав сельсовета
В состав сельсовета входили 2 населённых пункта:
| № | Населённый пункт | Тип населённого пункта          | Население |
| - | ---------------- | ------------------------------- | --------- |
| 1 | Костино          | деревня, административный центр | 21        |
| 2 | Сухая Тунгуска   | посёлок                         | 2         |